# أوستين أموتو
أوستين أموتو (بالإنجليزية: Austin Amutu)‏ (20 فبراير 1993 بجوس في نيجيريا - ) هو لاعب كرة قدم نيجيري في مركز الهجوم. شارك مع منتخب نيجيريا تحت 17 سنة لكرة القدم ومنتخب نيجيريا تحت 23 سنة لكرة القدم. أما مع النوادي، فقد لعب مع مايتي جيتس ونادي كلنتن نادي التحدي الليبي وواري وولفز ونادي الجندل.

## وصلات خارجية
- أوستين أموتو على موقع اتحاد تركيا (لاعب) (الإنجليزية)
- أوستين أموتو على موقع Soccerway.com (الإنجليزية)
- أوستين أموتو على موقع عالم كرة القدم.نت (الإنجليزية)